# Kaspersky Lab
Kaspersky Lab (em russo: Касперский, pronúncia russa: [kæˈspɜːrski]) é uma empresa tecnológica russa especializada na produção de softwares de segurança à Internet, com distribuição de soluções para segurança da informação contra vírus, hackers, spam, trojans e spywares. Foi fundada em 1997 por Eugene Kaspersky, tendo sede na Rússia, com escritórios regionais em todos os continentes do mundo. A sede da Kaspersky na América Latina está situada em São Paulo. A empresa conta com cerca de 5.000 funcionários, e registrou um faturamento de US$ 822 milhões em 2024, o maior resultado de todos os tempos.

## Produtos

### Produtos domésticos
O software para o consumidor pessoal da Kaspersky é fornecido através de uma assinatura em três níveis: Standard, Plus e Premium.
- Kaspersky Standard: oferece proteção essencial, incluindo antivírus, anti-malware, anti-ransomware, navegação segura na web e ferramentas de otimização de desempenho.
- Kaspersky Plus: inclui todos os recursos do nível Standard e tem como adicional as funcionalidades de VPN ilimitado e gerenciamento de senhas.
- Kaspersky Premium: engloba todos os recursos do Plus e fornece serviços adicionais de proteção de identidade e suporte premium.

O software está disponível para Macs, PCs, Android, iOS e Linux.
- Kaspersky Password Manager - software de armazenamento de senhas. Disponível para Windows, MacOS, Android e iOS.[5]
- Kaspersky Secure Connection - um programa para proteção de conexões de internet (VPN).[6]
- Kaspersky Safe Kids - um produto desenvolvido para proteger as crianças de sites e aplicativos indesejados, tempo excessivo de tela, e ajudar na prevenção de cyberbullying.[7]
- Kaspersky Who Calls – um produto para detectar e bloquear chamadas indesejadas (spam).[8]

### Produtos corporativos
A Kaspersky também desenvolve uma ferramenta gratuita que ajuda empresas a obter acesso a dispositivos Windows infectados por ransomware.
Kaspersky Next EDR Optimum
O produto combina proteção do endpoint com a funcionalidade Endpoint Detection and Response, fornecendo visibilidade de ameaças, mecanismos de resposta guiada e recursos de automação para combater ameaças cibernéticas. Os principais recursos incluem investigação de ameaças por meio de alerta único de mensagem, proteção contra ransomware, recursos de análise de causa raiz e monitoramento de segurança na nuvem. A solução oferece opções de implantação tanto em nuvem quanto em modo local, fornece gerenciamento automatizado de vulnerabilidades e patches. O produto é voltado para empresas com equipes pequenas de segurança cibernética.
Kaspersky Next XDR Expert
Uma solução de segurança cibernética de detecção e resposta estendida (XDR), representando o nível mais sofisticado da linha de produtos Kaspersky Next. A plataforma fornece a detecção de ameaças em tempo real, através da telemetria de correlação cruzada por sensores da Kaspersky e de mais de 200 fornecedores terceirizados. Também inclui a prevenção contra perda de dados, firewalls de próxima geração (NGFW), VPN, sistemas de detecção de intrusões (IDS) e vários aplicativos de negócios.
Os principais componentes da arquitetura incluem gestão de caso, com integração, automação e orquestração da MITRE ATT&CK Matrix por meio de manuais personalizados; ferramentas de investigação com recursos do Investigation Graph; gerenciamento centralizado de logs e funcionalidade data lake; gestão de ativos com avaliação de vulnerabilidades e painéis abrangentes, e recursos de relatórios. A solução oferece opções de implantação tanto em nuvem quanto em modo local, com garantia da soberania de dados. Também combina proteção de endpoint com monitoramento de segurança de rede e em nuvem, e inclui recursos de resposta automatizados, como quarentena de endpoint, bloqueio de atividades maliciosas e correção de vulnerabilidades.
O Kaspersky SIEM
Kaspersky Unified Monitoring and Analysis Platform ingere dados da Kaspersky e de fontes de telemetria de terceiros para correlacionar eventos de segurança e aprimorá-los com dados de inteligência de ameaças. O SIEM ajuda a aumentar a velocidade de resposta (MTTD, MTTR). O sistema é eficiente e fácil de expandir dentro de grandes organizações, mesmo aquelas com ativos de TI fragmentados e dispersos regionalmente. Atualizações recentes introduziram novos recursos de IA, incluindo a assistente Kira, baseada em LLM, ajudando a revisar os incidentes com mais rapidez e reduzindo a quantidade de erros.
Kaspersky Industrial CyberSecurity
Uma solução XDR para redes de  OT (Tecnologia Operacional) projetada para proteger sistemas de automação industrial sem efeitos colaterais adversos na continuidade dos processos tecnológicos. Consiste em duas partes interconectadas: Industrial Cybersecurity for Networks, que faz análise, detecção e resposta de tráfego de rede; bem como Industrial Cybersecurity for Nodes, uma proteção, detecção e resposta de endpoint especialmente projetada para sistemas Linux e Windows.
Kaspersky Container Security
Um sistema abrangente para analisar e proteger imagens de contêineres, executando contêineres e sistemas de orquestração de contêineres. O sistema é construído para se integrar ao processo de desenvolvimento de software (DevOps) e evitar configurações incorretas, imagens de contêineres maliciosas e outros vetores modernos de ataque cibernético.
Kaspersky SD-WAN
Uma solução que combina confiabilidade de rede e recursos de segurança em uma plataforma unificada. Ele permite que as organizações criem redes tolerantes a falhas com um gerenciamento centralizado por meio de um único console. Isso possibilita que os administradores configurem o equipamento de premissas do cliente (CPE), criem regras de filtragem de tráfego, definam políticas de segurança e implantem funções de rede virtuais. É adequado para conectar locais que vão desde filiais de grande porte até escritórios domésticos, mantendo políticas de segurança unificadas em toda a infraestrutura de rede.

### Serviços corporativos
A Kaspersky também fornece serviços de segurança cibernética: Managed Detection and Response (MDR), Incident Response (IR), Security Assessment e outros. Além disso, a Kaspersky fornece inteligência contra ameaças por meio do Open Threat Intelligence Portal.

## Testes independentes
Os produtos da Kaspersky participam regularmente e alcançam excelentes resultados em testes independentes da AV-Test, AV-Comparatives e SE Labs. Essas organizações são membros da Anti-Malware Testing Standards Organization (AMTSO), a qual a Microsoft adotou como uma "organização padrão da indústria" para fins de certificação independente.
Em 2024, a Kaspersky ganhou 9 prêmios da AV-Test.
Os serviços de segurança cibernética corporativa foram reconhecidos pela Quadrant Knowledge: a Kaspersky foi nomeada líder na matriz SPARK 2024 por seus serviços de gerenciamento de segurança, análise forense digital e resposta a incidentes.

## Produtos legado
Os produtos abaixo foram a linha principal oferecida pela Kaspersky antes da transição, feita em 2023, para as assinaturas Kaspersky Standard, Plus e Premium.
- Kaspersky Total Security: Inclui proteção em tempo real com o suporte do ksn, detecção e remoção de vírus, spywares, trojans, worms, adwares, keylloggers, rootkits e outros tipos de malwares. O KTS é o mais avançado entre os produtos domésticos da Kaspersky, pois possui também: proteção de privacidade; safe money (segurança extra para compras online e serviços bancários); segurança para crianças (bloqueia conteúdo inadequado e ajuda a gerenciar o uso de redes sociais); safe kids (proteção extra que proporciona ajuda às crianças a explorar e aprender no mundo digital); password manager (armazena senhas com segurança para facilitar o acesso no PC, Mac e em dispositivos móveis); e o backup & criptografia de arquivos.
- Kaspersky Internet Security: inclui todos os componentes de proteção do Kaspersky Anti-Virus junto com um firewall. Foi eleito a melhor solução com capacidades de autodefesa pela Anti-Malware Test Lab[32].
- Kaspersky Anti-Virus: inclui proteção em tempo real, detecção e remoção de vírus, trojans, worms, spywares, adwares, keyloggers e rootkits, além de atualizações automáticas e uma ferramenta para criação de disco de resgate. O KAV também inclui um módulo de autodefesa para impedir que seus processos sejam cancelados sem a autorização do usuário. Segundo diversos comparativos, ele está entre os antivírus com o maior índice de detecção[33][34].

## Licenciamento
Parte do código-fonte do Kaspersky Anti-Virus, equipa produtos ou soluções de outras empresas de segurança como a Alcatel, AOL, Blue Coat Systems, Borderware, Clearswift, Critical Path, Finjan, GFI, Juniper Networks, Microsoft, NetAsq, ZyXEL e outros.
A Kaspersky também patrocina a equipe de Fórmula 1 a Scuderia Ferrari e expedições geográficas ao redor do mundo.